# Stian Berget
Stian Berget (Elverum, 2 giugno 1977) è un ex calciatore norvegese, di ruolo centrocampista.

## Carriera

### Club
Berget giocò, in carriera per lo HamKam, per il Lillestrøm e per il Nybergsund-Trysil. In seguito milita nel Flisa e nel 2010 nell'Elverum, prima del ritiro.

### Nazionale
Berget giocò 2 partite per la Norvegia under 21. Esordì il 3 febbraio 1999, nel pareggio per 1-1 contro la Danimarca under 21.